# Wardsboro (Vermont)
Wardsboro est une ville américaine du comté de Windham, dans l’État du Vermont.
|                    | Jamaica (Vermont) |                     |
| Stratton (Vermont) | Wardsboro         | Townshend (Vermont) |
|                    | Dover (Vermont)   | Newfane (Vermont)   |

## Démographie
| Groupe            | Wardsboro | Vermont | États-Unis |
| ----------------- | --------- | ------- | ---------- |
| Blancs            | 97,6      | 95,3    | 72,4       |
| Afro-Américains   | 1,2       | 1,0     | 12,6       |
| Métis             | 1,1       | 1,7     | 2,9        |
| Autres            | 0,1       | 2,1     | 11,9       |
| Total             | 100       | 100     | 100        |
|                   |           |         |            |
| Latino-Américains | 0,6       | 1,5     | 17,37      |

Selon l'American Community Survey, pour la période 2011-2015, 97,22 % de la population âgée de plus de 5 ans déclare parler l'anglais à la maison, 1,17 % le japonais et 1,61 % une autre langue.